# Osako Tatsuo
Osako Tatsuo (大迫辰雄 , Tatsuo Osako), nguyên quán Chiba, Nhật Bản, là một công dân của Đế quốc Nhật Bản trong Chiến tranh thế giới thứ hai, người nổi bật với hành động vận chuyển người Do Thái tới nơi an toàn. Ông chịu trách nhiệm vận chuyển hơn 2.000 người Do Thái từ các quận mà Đức chiếm đóng, và đưa họ tới những nơi khác một cách an toàn. Những người tị nạn này đã có được thị thực quá cảnh được cấp bởi Sugihara Chiune, người thường được gọi như là Schindler của Nhật Bản.